# آی‌ان‌اس ویبهوتی (کی۴۵)
آی‌ان‌اس ویبهوتی (کی۴۵) (به انگلیسی: INS Vibhuti (K45)) یک کشتی است که طول آن ۵۶ متر (۱۸۴ فوت) می‌باشد.